# 陈军 (化学家)

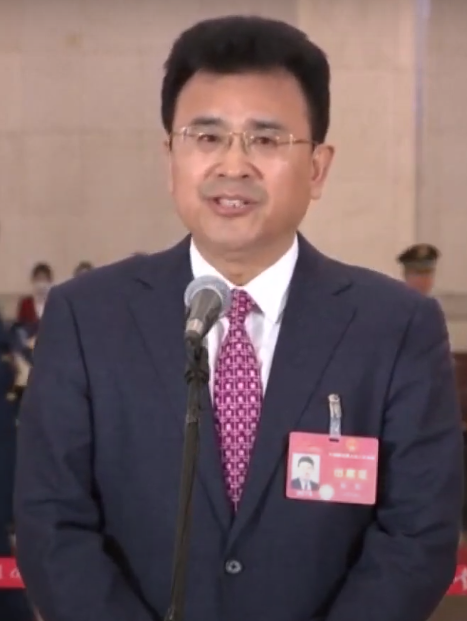
陈军（2024年）

陈军（1967年9月—），男，安徽宿松人，中国无机化学家，南开大学教授、副校长。中国教育部第七批“长江学者”特聘教授，

## 生平
1967年出生于安徽宿松，1989年毕业于南开大学，1999年在澳大利亚伍伦贡大学获得博士学位。2017年当选为中国科学院院士。